# Eduardiella pretiosa
Eduardiella pretiosa är en skalbaggsart som beskrevs av Holzschuh 1993. Arten ingår i familjen långhorningar och det är den enda arten i släktet Eduardiella.